# Jorien Rooijmans-de Kruyff van Dorssen
Jorine (Jorien) Rooijmans-de Kruyff van Dorssen (Bandung, 16 augustus 1933) is een Nederlandse beeldhouwster.

## Leven en werk
Rooijmans werd geboren in Nederlands-Indië als dochter van Huibert Gerard Brian de Kruyff van Dorssen en Jifke de Vaynes van Brakell Buys. Haar vader was in die tijd als beroepsmilitair bij de luchtmacht gedetacheerd bij het Indische leger. In 1938 trok ze met haar moeder naar Nederland. Ze volgde onderwijs aan de Rijksakademie van beeldende kunsten in Amsterdam, waar ze les kreeg van onder anderen Piet Esser en Paul Grégoire. Vanaf 1955 woonde en werkte ze in Amsterdam, in 1969 trouwde ze met kunstschilder Ron Rooymans en vestigde ze zich in het Gelderse dorp Gellicum langs de Linge.
Rooijmans maakte figuratieve beelden, vaak in brons. Haar beeld van Ruth die aan het aren lezen is, werd zowel in Den Haag als in Amersfoort geplaatst. In Amersfoort wordt het echter Plantende vrouw genoemd.

## Werken (selectie)
- 1964 - Plantende vrouw, Amersfoort
- 1964 - Ruth, de arenlezende vrouw, Den Haag
- 1965 - Zwemmen leren, Arnhem (gestolen in 2010)
- 1971 - Kinderzetel, Dianadreef Utrecht
- 1973 - Boom met schapen, Utrecht
- 1975 - Os en 't Paard, Deil
- 1983 - Strijkplank, Utrecht, onderdeel van de Beeldenroute Maliebaan